# 濃差電池
一个浓差電池是一个有限伽凡尼电池，有两个相同化合物但不同濃度的半電池，可使用能斯特方程计算出電池的電壓。一個濃差電池的电压在嘗試達到化学平衡會不斷下降，直至兩個半電池的濃度一樣為止。因为即使浓度差別是幾何級的，電壓仍低於60毫伏所以電池通常不被用作储存能量。
浓差電池利用热力学自由能的下降產生電能，而热力学自由能則存在於兩個半電池的濃度差別之中。當電流流過電池時，熱能亦可被轉化成電能。
浓差電池亦可用於化学分析。把一個已知浓度与一个未知濃度的溶液放到濃差電池內，再通過能斯特方程得知其濃度。
當金屬表面接觸到兩個不同濃度的溶液時，腐蚀便會發生。

## 金属离子浓差電池
在有水的情況下，高浓度金属离子將積存在搭接面下面，低浓度的金属离子則将存在搭接面相邻的 缝隙。兩點之間將存在電勢。高浓度的金属离子将是阴极 ，并不會被腐蝕，低金属离子浓度區是阳极和會被腐蚀。

## 氧浓差電池
接触金属表面的水通常含有溶解氧。氧浓差電池可以是任何氧气不能均匀扩散的溶液，由此创造一个氧气浓度之间的差别。腐蚀会发生在低氧浓度的地方，即陽极。

## 鈍性電池
如果一个金属受到一个紧紧地黏着薄膜 (通常一氧化物) 保护免受腐蚀，而且盐 沉积在金屬表面、薄膜受損地區的金属会受到腐蚀性攻击。沒有腐蝕的地方和已腐蝕的金屬之間將出現電勢。

## 另見
- 液体混合勢能
- 电化学勢能
- 膜电
- 活度系数